# Piscine Talleyrand
La  Piscine Talleyrand  est une piscine située à Reims, dans la Marne. Elle est la première piscine couverte et chauffée de la ville.

## Localisation
La piscine est située dans le département français de la Marne, sur la commune de Reims, dans la rue de Talleyrand (Reims).

## Historique
La piscine Talleyrand est édifiée en 1931 dans le cœur de Reims, par l’architecte Lucien Pollet  celui qui a dessiné la  piscine Molitor à Paris. Elle est construite pour le compte de la société les Belles Piscines de France sur l’emplacement de la banque de France détruite durant la Grande Guerre.
La construction est très rapide en moins de 4 mois, à compter de février 1931, par l’entreprise Escoffier.
Elle s’appelait à l’origine « Stade Nautique de Reims ».
Elle est inaugurée le 03 juillet 1931.
En 1938, la ville de Reims la rachète et elle devient alors la « Piscine Talleyrand ».
En 1960, la piscine Talleyrand a été réhaussée de deux immeubles à vocation de logements, de commerces et d'activités.
L'entrée de la piscine est identifiée par les carreaux de faïence jaunes et noirs en rappel de ceux de l'intérieur de la piscine.
La piscine Talleyrand était équipée des appareils Trotzier avec lesquels de nombreux rémois ont appris à nager.

## Description
Son bassin mesure 25 mètres de long par 15 mètres de large. 
Il a une profondeur minimale de 1,10 mètre et maximale de 2,20 mètres.
Lors de la construction, des cabines individuelles étaient disposées au niveau du bassin et au premier niveau. 
L’étage supérieur a conservé ses balustrades d’origine.
Les  cabines autour du bassin ont été supprimées. 
Un décor de carrelage bleu et jaune orne tous les piliers jusqu’à environ un mètre de hauteur.

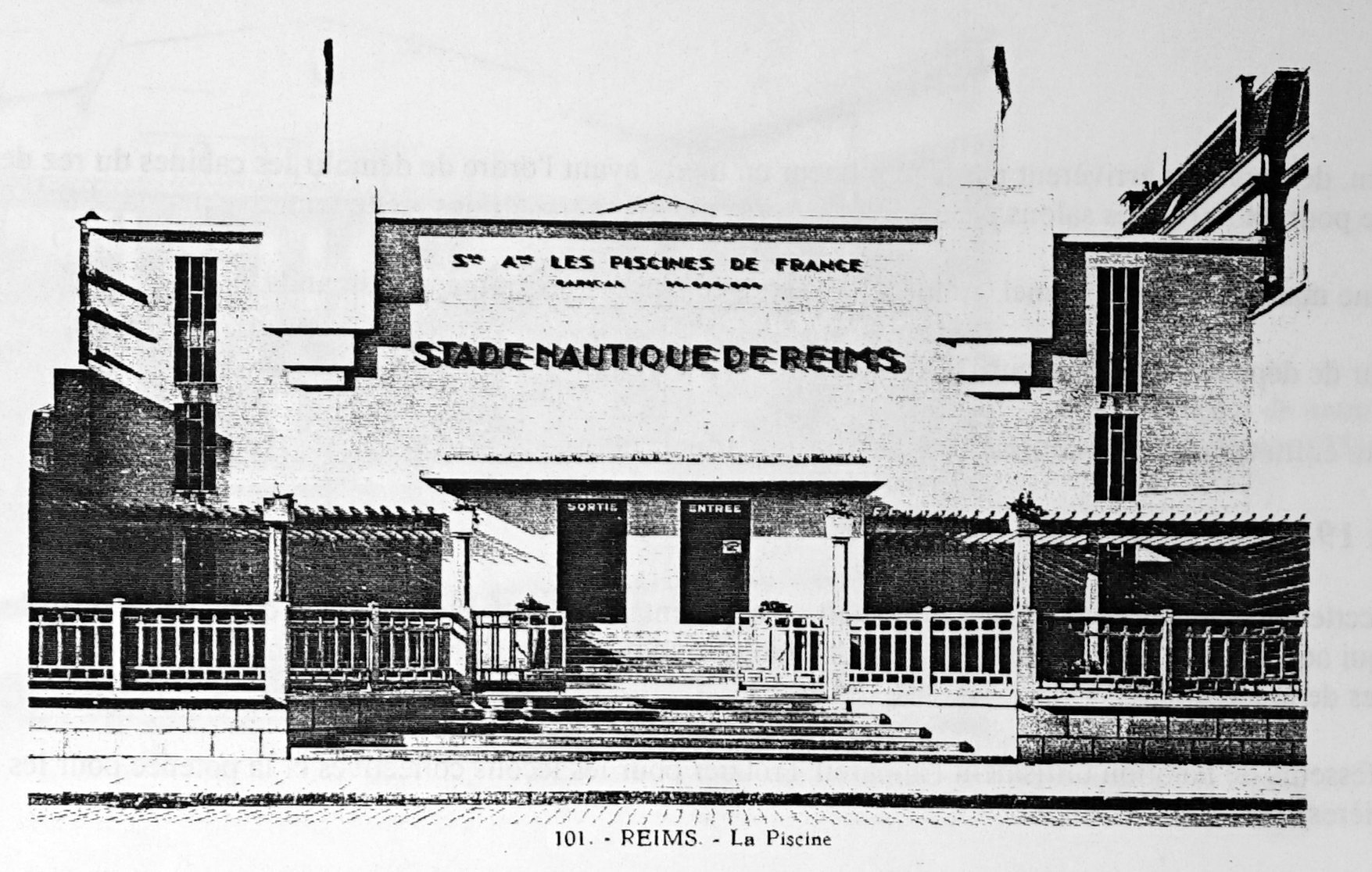
Façade du Stade Nautique de Reims lors de sa construction.
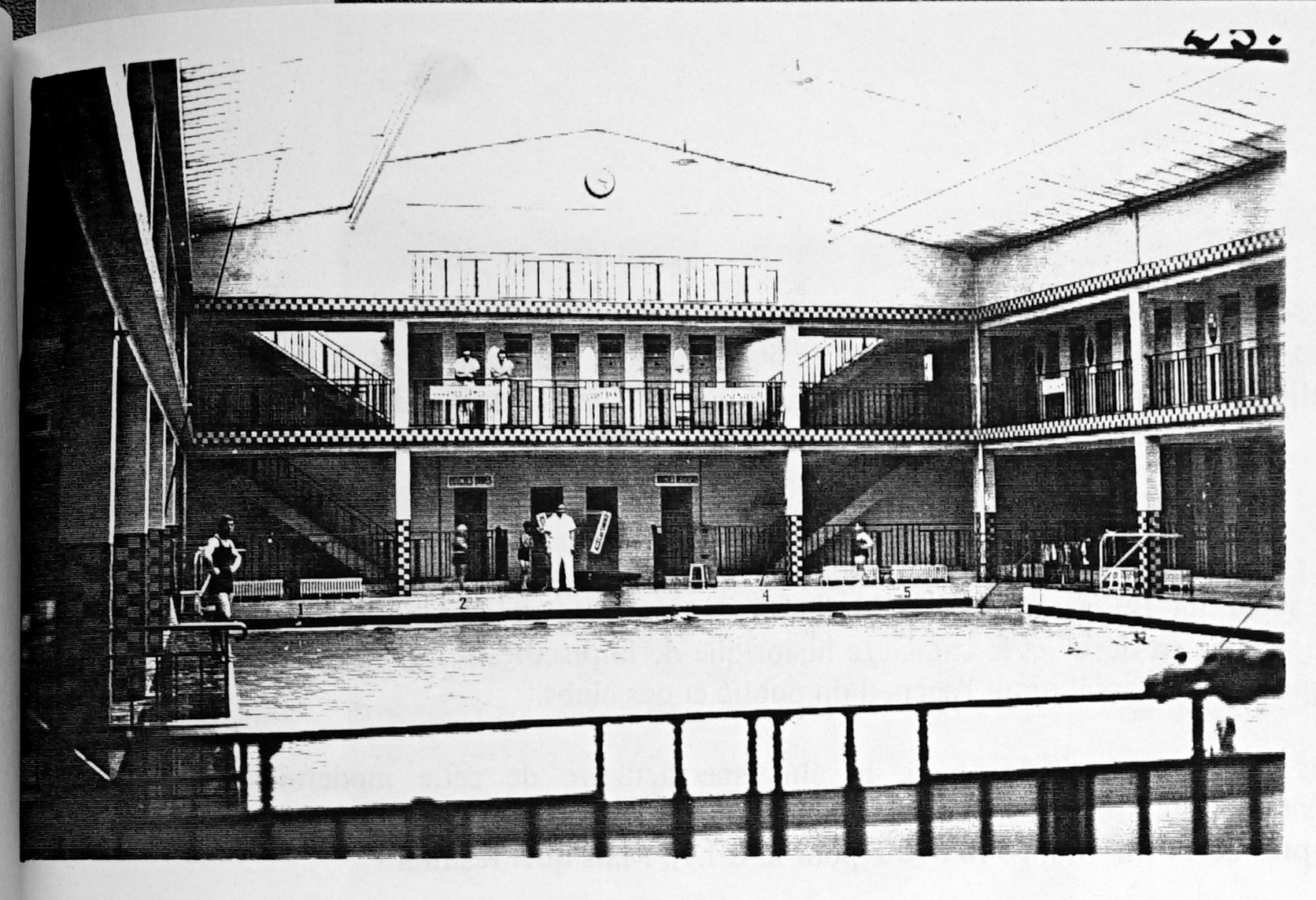
Intérieur du Stade Nautique de Reims.
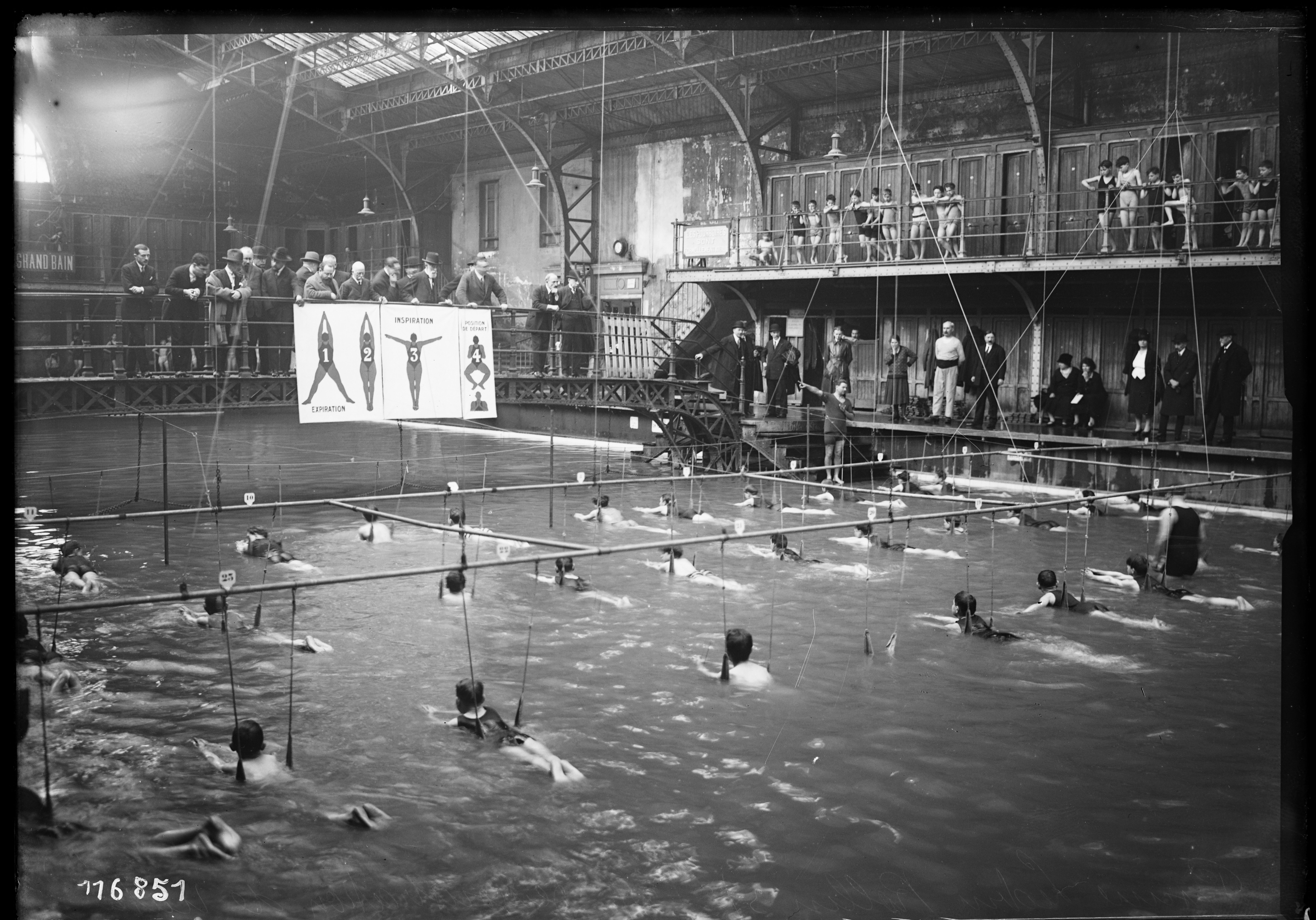
Démonstration de natation scolaire avec appareil Trotzier piscine Ledru-Rollin 1927